# Amtsgericht Ottmachau
Das Amtsgericht Ottmachau war ein preußisches Amtsgericht mit Sitz in Ottmachau.

## Geschichte
In Ottmachau bestand von 1849 bis 1879 die Gerichtskommission Ottmachau des Kreisgerichtes Grottkau. Das königlich preußische Amtsgericht Ottmachau wurde mit Wirkung zum 1. Oktober  1879 als eines von acht Amtsgerichten im Bezirk des Landgerichtes Neisse im Bezirk des Oberlandesgerichtes Breslau gebildet. Der Sitz des Gerichtes war  Ottmachau. Sein Gerichtsbezirk umfasste aus dem Kreis Grottkau den Stadtbezirk Ottmachnau und die Amtsbezirke Ellguth, Gauers, Gläsendorf, Johnsdorf, Kammig, Klodebach, Lindenau, Klein Mahlendorf, Woitz und Zedlitz. Aus dem Kreis Neisse die Amtsbezirke Rathmannsdorf und Schwammelwitz sowie Teile des Amtsbezirks Kalkau. Am Gericht bestanden 1880 zwei Richterstellen. Das Amtsgericht war damit ein mittelgroßes Amtsgericht im Landgerichtsbezirk.
Im Jahre 1945 wurde der Amtsgerichtsbezirk unter polnische Verwaltung gestellt, und die deutschen Einwohner wurden vertrieben. Damit endete auch die Geschichte des Amtsgerichtes Ottmachau.